# Tamba diaphora
Tamba diaphora är en fjärilsart som beskrevs av Louis Beethoven Prout 1932. Tamba diaphora ingår i släktet Tamba och familjen nattflyn. Inga underarter finns listade i Catalogue of Life.